# Łąki (Budzyń)
Łąki – część wsi Budzyń w Polsce, położona w województwie małopolskim, w powiecie krakowskim, w gminie Liszki.
W latach 1975–1998 Łąki administracyjnie należały do województwa krakowskiego.